# 雄賀多あや
雄賀多 あや（おがた あや、8月10日 - ）は、日本の声優、舞台女優。千葉県出身。 劇団BQMAP所属。A&Gアカデミー7期生。
以前はガジェットリンクに所属していた。

## 出演作品

### テレビアニメ
2016年
- ぼのぼの（シマリスくん[6][7][8]）

### ゲーム
2011年
- コズミックブレイク（ララ・リコット[9]）

### ラジオ
- アクターズゲート アヤケン2級（BBQR、超!A&G+：2008年10月 - 2010年3月）
- 三ヶ国語で聴くアニソン!（超!A&G+：2011年10月7日 - 2013年3月24日）
- 物活動ラジオ!放課後うるめいつ（超!A&G+：2010年10月4日 - 2012年3月19日）[注 1]